# Eumorpha elisa
Espèce
Synonymes
- Philampelus elisa Smyth, 1901 - protonyme

Eumorpha elisa est une espèce d'insectes lépidoptères de la famille des Sphingidae, sous-famille des Macroglossinae, de la tribu des Philampelini et du genre Eumorpha.

## Description
Les imagos sont gris verdâtre et reconnaissables à la tache rhombiforme située sur la marge postérieure du dessus de l'aile postérieure avec des bords basaux et distaux sombres. La couleur de la face supérieure des ailes est brun grisâtre avec des marques gris-vert plus foncé.

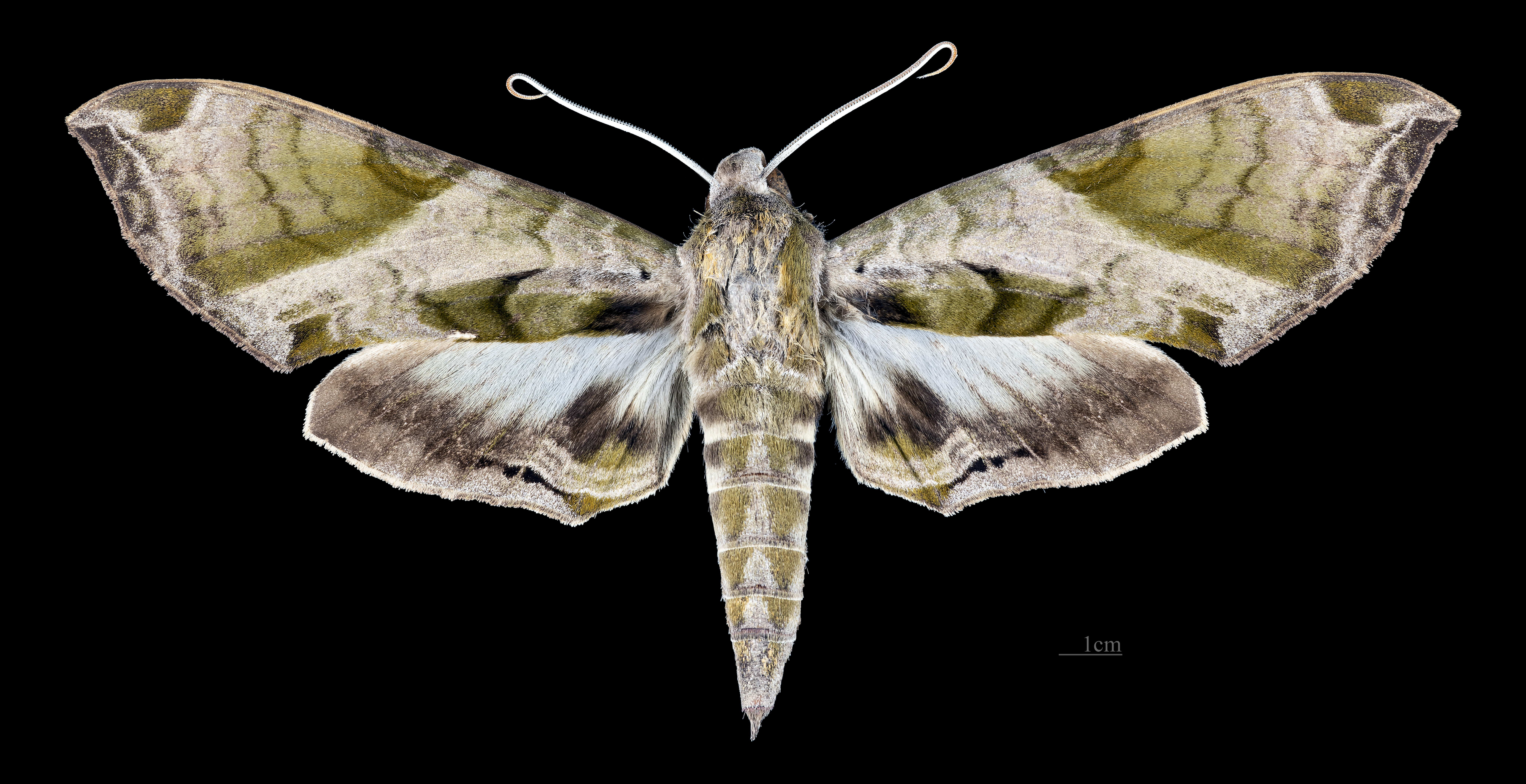
Avers de la femelle (coll.MHNT.)
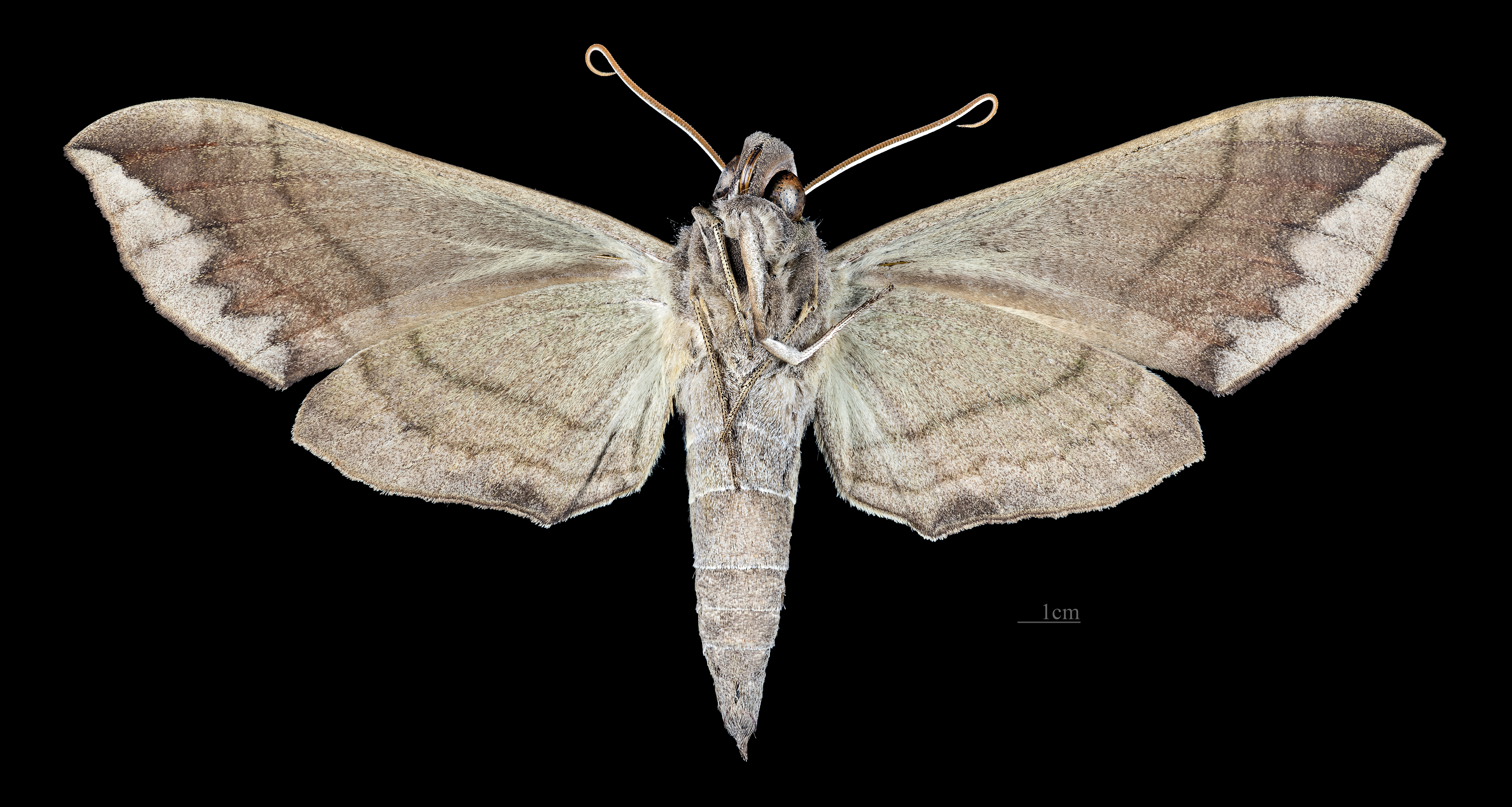
Revers de la femelle (coll.MHNT.)

## Distribution
L'espèce se rencontre au Mexique et au Guatemala.

## Biologie
- Les chenilles se développent sur des plantes grimpantes du genre Vitis.
- Les chrysalides sont souterraines.

## Systématique
- L'espèce Eumorpha elisa a été décrite par l'entomologiste Ellison Adgar Smyth (en) en 1901, sous le protonyme de Philampelus elisa[2].